# Tmesipteris sigmatifolia
Tmesipteris sigmatifolia är en kärlväxtart som beskrevs av Chinnock. Tmesipteris sigmatifolia ingår i släktet Tmesipteris och familjen Psilotaceae. Inga underarter finns listade i Catalogue of Life.